# Wolf Trutz
Wolf Trutz (* 12. Januar 1887 in Chemnitz; † 4. Januar 1951 in Berlin-Tempelhof) war ein deutscher Film- und Bühnenschauspieler.

## Leben
Seine Filmlaufbahn begann Wolf Trutz 1930/31 in Fritz Langs erstem Tonfilm M, in dem er neben Peter Lorre, Otto Wernicke und Gustaf Gründgens in einer unbedeutenden Nebenrolle auftrat. Der Name Wolf Trutz bleibt mit dem von Gustaf Gründgens eng verbunden, denn von 1936 bis 1941 folgten fünf weitere gemeinsame Filme, und Trutz gehörte auch zum Ensemble des Preußischen Staatstheaters Berlin, dessen Intendant Gründgens seit 1934 war. Dass Trutz, der mit einer jüdischen Frau verheiratet war, für Filmauftritte von Goebbels eine Sondererlaubnis erhielt, die ihn vor einem Ausschluss aus der Reichsfachschaft Film bewahrte, geht möglicherweise ebenfalls auf den Einsatz von Gründgens zurück. Bis zu seinem letzten Film – Hans Steinhoffs unvollendet gebliebenem Krimi Shiva und die Galgenblume (1945) – trat Trutz immer nur in kleinen Nebenrollen auf. Trutz stand 1944 in der Gottbegnadeten-Liste des Reichsministeriums für Volksaufklärung und Propaganda.
Wolf Trutz verstarb am 4. Januar 1951 nach der Vorstellung des Stückes Fuhrmann Henschel in seiner Garderobe im Theater am Kurfürstendamm im Alter von 63 Jahren an einem Herzinfarkt.

## Filmografie
- 1931: M – Regie: Fritz Lang
- 1936: Eine Frau ohne Bedeutung – Regie: Hans Steinhoff
- 1937: Kapriolen – Regie: Gustaf Gründgens
- 1938: Tanz auf dem Vulkan – Regie: Hans Steinhoff
- 1940: Zwischen Hamburg und Haiti – Regie: Erich Waschneck
- 1940: Friedrich Schiller – Der Triumph eines Genies – Regie: Herbert Maisch
- 1940/42: Der große König – Regie: Veit Harlan
- 1941: Friedemann Bach – Regie: Traugott Müller
- 1941: Zwei in einer großen Stadt – Regie: Volker von Collande
- 1941: Ohm Krüger – Regie: Hans Steinhoff
- 1942: Rembrandt – Regie: Hans Steinhoff
- 1942: Zwei in einer großen Stadt – Regie: Volker von Collande
- 1943/44: Eine kleine Sommermelodie (UA: 1982) – Regie: Volker von Collande
- 1944: Meine Herren Söhne – Regie: Robert A. Stemmle
- 1945: Shiva und die Galgenblume – Regie: Hans Steinhoff

## Synchronisation
- 1943 (1947): Nikolai Wolkow als Gussein-Guslija in Nasreddin in Buchara

## Theater
- 1932: Hans Kyser: Abschied von der Liebe – Regie: Hans Kyser (Schillertheater Berlin)
- 1945: Molière: Schule der Frauen – Regie: Paul Bildt (Deutsches Theater Berlin)
- 1946: George Bernhard Shaw: Kapitän Brassbounds Bekehrung (Leslie Rankin) – Regie: Gustaf Gründgens (Deutsches Theater Berlin – Kammerspiele)
- 1946: William Shakespeare: Hamlet (Polonius) – Regie: Gustav von Wangenheim (Deutsches Theater Berlin)
- 1946: Lenore Coffee/William Joyce Cowen: Eine Familie – Regie: Paul Bildt (Deutsches Theater Berlin)
- 1947: Johann Wolfgang von Goethe: Stella (Verwalter) – Regie: Ludwig Berger (Deutsches Theater Berlin – Kammerspiele)
- 1947: Carl Zuckmayer: Der Hauptmann von Köpenick (Zuchthausdirektor) – Regie: Ernst Legal (Deutsches Theater Berlin)
- 1948: Stefan Zweig nach Ben Jonson: Volpone (Notar) – Regie: Willi Schmidt (Deutsches Theater Berlin)
- 1948: Sophokles: König Ödipus – Regie: Karl-Heinz Stroux (Deutsches Theater Berlin)
- 1949: Anton Tschechow: Die Möwe (Staatsrat Sorin) – Regie: Willi Schmidt (Deutsches Theater Berlin – Kammerspiele)
- 1949: Paul Fechter: Der Zauberer Gottes (Pfarrer Naujoks) – Regie: Vasa Hochmann (Theater am Kurfürstendamm)
- 1950: Lope de Vega: Das Unmöglichste von allem (Hausmeister) – Regie: Ernst Karchow (Theater am Kurfürstendamm)
- 1950: Rudolf Blümner: Gegen den Strich (Pfarrer) – Regie: Franz Zimmermann (Theater am Kurfürstendamm)
- 1951: Gerhart Hauptmann: Fuhrmann Henschel (Hauffe) – Regie: Ernst Karchow (Theater am Kurfürstendamm)